# 涇州直隸州

泾州在甘肃省的位置（1820年）

涇州直隸州：本直隸州在清朝編制上是「要，衝，疲。難」四字要缺，可見當時地位之重要。
明朝時，涇州隸屬於陝西省平涼府管轄的散州，領有靈臺縣，清代時新設甘肅省，涇州屬於該省的平慶涇固化道。乾隆四十二年（1777年），涇州升格為直隸州，又割崇信縣、鎮原縣來屬。所以涇州直隸州總共管轄靈臺縣、崇信縣、鎮原縣等三縣。
民國時期，全國實施「廢州改縣」，涇州被改為甘肅省的涇縣，但因為與安徽省泾县重名，民国三年(1914年)改为泾川县。演變到今日，成為甘肅省平涼市所屬的一個縣。